# Sonko95
Sonko95 fue la quinta novela publicada por escritor español de origen madrileño José Ángel Mañas.
Publicada por la Editorial Destino en 1999, fue la obra que completó la tetralogía que se inició con Historias del Kronen en 1994 y que fue precedida por Mensaka (1995) y por Ciudad rayada (1997) En el momento de su publicación fue definida por el autor como su novela más autobiográfica.

## Argumento
La novela narra las experiencias de un reputado novelista en plena crisis creativa que decide invertir en  el bar de unos amigos, el Sonko, situado en la madrileña zona de copas de Alonso Martínez que se encuentra en una situación muy delicada, próximo a la quiebra. Esta realidad se va entrecruzando con el libro policiaco que el protagonista de la novela está escribiendo en esos momentos.